# Comuna Lanivți, Borșciv
Lanivți (în ucraineană Ланівці) este o comună în raionul Borșciv, regiunea Ternopil, Ucraina, formată din satele Kozaciciîna, Lanivți (reședința) și Tulîn.

## Demografie
Componența lingvistică a comunei Lanivți
     Ucraineană (99,83%)
     Alte limbi (0,17%)
Conform recensământului din 2001, majoritatea populației comunei Lanivți era vorbitoare de ucraineană (99,83%), existând în minoritate și vorbitori de alte limbi.